# Square Company
Square Company, Limited (株式会社スクウェア, Kabushiki-gaisha Sukuwea), coneguda també com a Squaresoft, és una empresa japonesa de videojocs, fundada el setembre del 1983 per Masafumi Mayamoto i Hironobu Sakaguchi. El 2002 s'ajuntà amb Enix, i passà a formar part de Square Enix.
El 1985 Square Company comença a crear els seus primers jocs per a la NES (Nintendo Entertainment System), però els seus jocs no tingueren l'èxit desitjat per la companyia i el 1987 estigué a punt de fer fallida.
Tot i això, el mateix any Square contractà a Hironobu Sakaguchi que donà l'oportunitat de crear un joc per treure la companyia de la fallida. Aquella creació revé el nom de Final Fantasy, un joc de tipus RPG. El joc tingué un enorme èxit tant al Japó com als Estats Units d'Amèrica. Des de llavors s'han creat més de 16 seqüeles d'aquest joc per diferents plataformes, convertint-se en un dels màxims referents dels jocs de rol, amb Final Fantasy VII com a màxim exponent.
Square també ha creat altres jocs conneguts, majoritàriament jocs de rol, tals com Chrono Trigger, Chrono Cross, Secret of Mana, Seiken Densetsu 3, Xenogears, Final Fantasy Tactics, Brave Fencer Musashi, Vagrant Story, Kingdom Hearts i Kingdom Hearts 2 (aquests darrers fets amb cooperació amb Disney Interactive). L'únic joc que no fos de gènere joc de rol de Square que ha destacat ha sigut Tobal, que tingué una seqüela.